# Cerastium atlanticum
Cerastium atlanticum là loài thực vật có hoa thuộc họ Cẩm chướng. Loài này được Durand mô tả khoa học đầu tiên năm 1847.